# لي سنغ-مين (لاعب كرة قدم)
لي سنغ-مين (هانغل: 이찬) هو لاعب كرة قدم كوري جنوبي في مركز الوسط، ولد في 14 سبتمبر 1986 في غانغوون في كوريا الجنوبية. لعب مع نادي بوريرام يونايتد ونادي كوريتيبا.

## وصلات خارجية
- لي سنغ-مين (لاعب كرة قدم) على موقع دوري كوريا الجنوبية (الإنجليزية)
- لي سنغ-مين (لاعب كرة قدم) على موقع قاعدة بيانات كرة القدم.إي يو (الإنجليزية)
- لي سنغ-مين (لاعب كرة قدم) على موقع Soccerway.com (الإنجليزية)